# Републикански път III-6301
Републикански път IIІ-6301 е третокласен път, част от Републиканската пътна мрежа на България, преминаващ изцяло по територията на Пернишка област, Община Трън. Дължината му е 12,3 km.
Пътят се отклонява наляво при 42,2 km на Републикански път II-63 в центъра на село Филиповци и се насочва на югозапад, нагоре по долината на един ляв приток на река Ябланица (ляв приток на Ерма), който в този си участък разделя планината Стража на югоизток от Ездимирска планина на северозапад. След като премине през село Велиново пътят напуска долината на реката, завива на северозапад, преодолява седловината между Ездимирска планина на североизток и планината Люляк (Люцкан) на югозапад, при село Глоговица слиза в югоизточната част на Трънската котловина и на 1 km югозападно от град Трън отново се свързва с Републикански път II-63 при неговия 52,6 km.
| Пътища, отклоняващи се надясно (населено място, № на пътя, посока на пътя) | km   | Пътища, отклоняващи се наляво (посока на пътя, № на пътя, населено място) |
| -------------------------------------------------------------------------- | ---- | ------------------------------------------------------------------------- |
| Община Трън, II-63, 42,2 km, с. Филиповци ←                                | 0,0  | ← с. Филиповци, 42,2 km, II-63, Община Трън                               |
| с. Велиново                                                                | 4,9  | → с. Велиново, общински път (за с. Милкьовци)                             |
| с. Глоговица                                                               | 8    | с. Глоговица                                                              |
| (от гр. Перник) II-63, 52,6 km →                                           | 12,3 | → 52,6 km, II-63 (до с. Стрезимировци)                                    |